# Ilha do Boqueirão
Ilha do Boqueirão é uma ilha na Baía de Guanabara, 300 metros ao norte da ilha do Governador, no Rio de Janeiro. Abriga as dependências do Centro de Munição da Marinha.

## Histórico
Inicialmente era denominada Ilha dos Coqueiros, devido a uma plantação de coqueiros ali formada em 1822 com espécimes vindos da Região Norte. Pertencia a Ezequiel da Rocha Freire, que morreu em 1867. Sua viúva, Adelaide Alves Ferreira e, vendeu as terras ao Ministério da Guerra em 20 de dezembro de 1872.
Em 8 de maio de 1873, o Visconde do Rio Branco apresentou proposta de orçamento nacional que incluía a construção de um depósito de pólvora na ilha, por reivindicação do Ministério da Guerra, por não haver mais espaço na Fortaleza de São João em em Inhomirim.
O depósito foi inaugurado em 1874, e em 1909 passou a pertencer à Marinha do Brasil, que também instalou na ilha a Diretoria de Artilharia do Arsenal. Durante a Revolta da Chibata, em 1911, alguns dos revoltosos foram fuzilados na Ilha do Boqueirão, como já havia acontecido durante a Revolta da Armada.
Em 16 de julho de 1995, uma explosão no arsenal deixou cerca de 60 feridos e causou pânico em moradores do Rio de Janeiro. A explosão arrebentou janelas em casas e prédios na Ilha do Governador e no bairro da Urca.

## Pesca
Apesar de a ilha ser de acesso exclusivo à Marinha, pescadores da região costumam trabalhar no seu entorno. A pesca é abundante porque martinheiros jogam comida na água, atraindo os peixes.